# Juratski zaljev
Juratski zaljev (rus. Юрацкая губа) je zaljev na sibirskoj obali u Karskom moru. Nalazi se na Gidanskom poluotoku, dug je oko 45 km, a širok 30 km na najširem mjestu.  Administrativno pripada ruskom Jamalonenečkom autonomnom okrugu. 

## Geografija
Ovaj zaljev okruglog i pravilnog oblika nalazi se istočno od Gidanskog zaljeva, između velikih ušća rijeke Ob (Obski zaljev) i Jenisej. Uz sjeverni kraj poluotoka Olenij koji omeđuje zaljev na istoku nalazi se otok Olenij. Poluotok nastao između ovog zaljeva i susjednog zaljeva Khalmyer poznat je kao poluotok Mamonta.
Juratski zaljev okružen je niskom obalom tundre, a na njegovim obalama postoje brojna riječna ušća, od kojih su glavna Junjaha i Jesjajaha. Zime su na ovom području duge i oštre, tako da vode u zaljevu ostaju zaleđene najmanje devet mjeseci svake godine.
Naselje Matjujsale leži uz obalu na sjeveroistočnom kraju njezina ušća.
Područje zaljeva dio je Velikog arktičkog državnog prirodnog rezervata, najvećeg prirodnog rezervata u Rusiji.